# Ostanovilsja poezd
Ostanovilsja poezd (Остановился поезд, Il treno si è fermato) è un film del 1982 diretto da Vadim Jusupovič Abdrašitov.

## Trama
Il macchinista cerca di evitare il disastro, ma muore. La gente lo considera un eroe, ma a seguito delle indagini si scopre che questo non è del tutto vero.